# Luis Jiménez Aranda
Luis Jiménez Aranda (n. 21 iunie 1845, Sevilla, Andaluzia, Spania – d. 1 martie 1928, Pontoise, Seine-et-Oise, Franța) a fost un pictor francez de origine spaniolă, care a pictat scene de gen, multe în stil costumbrist. Frații săi, José și Manuel (născut în 1849), au devenit și ei pictori.

## Biografie
Primele sale lecții de artă au fost date de fratele său mai mare, José, urmate de cursuri la Real Academia de Bellas Artes din Santa Isabel de Hungría⁠(d) sub conducerea lui Eduardo Cano⁠(d) și Antonio Cabral Bejarano. În 1868, datorită unei burse de patru ani din partea unui patron bogat, a mers la Roma pentru a vedea Vechii Maeștri și pentru a-și completa studiile cu Marià Fortuny. În schimb, trebuia să trimită înapoi câte un tablou în fiecare an. A rămas acolo după ce i-a expirat bursa, până în 1874, împărțind o casă cu prietenii săi, José Villegas Cordero⁠(d) și Francisco Peralta del Campo. De asemenea, au luat cursuri împreună de la Eduardo Rosales.
În acea perioadă, el și soția sa italiană Lucia s-au mutat la Paris și au făcut cunoștință cu negustorul de artă⁠(d), Adolphe Goupil. Doi ani mai târziu, s-a mutat la Pontoise, probabil după ce a mers acolo pentru a se întâlni cu Camille Pissarro. Va rămâne acolo tot restul vieții sale, devenind cetățean naturalizat al Franței în 1877. În anii 1880, a început să picteze en plein aire în mediul rural din jur.
A participat la exponate la Salon și a primit recunoaștere la Expoziția Universală din 1889. De asemenea, a avut o expoziție majoră la World's Columbian Exposition (1893) din Chicago.
A participat în mod regulat la Expoziția Națională de Arte Plastice din Spania, chiar și după ce s-a stabilit în Franța. În 1864, i s-a acordat o mențiune de onoare pentru o reprezentare a lui Cristofor Columb care își prezintă cazul reginei Isabella și regelui Ferdinand și premiul I în 1892 pentru Vizita doctorului. De asemenea, a acționat ca un fel de corespondent pentru revista spaniolă La Ilustración Española y Americana⁠(d), oferind imagini și comentarii despre viața în Franța. Când pictorul spaniol peisagist Emilio Sánchez Perrier⁠(d) a venit în Franța pentru a studia Școala de la Barbizon, Jiménez a împărțit studioul și spațiul de expoziție cu el. Jiménez însuși a fost influențat de stilul Barbizon și va ajunge să-l favorizeze în ultimii săi ani.

## Selecție de picturi

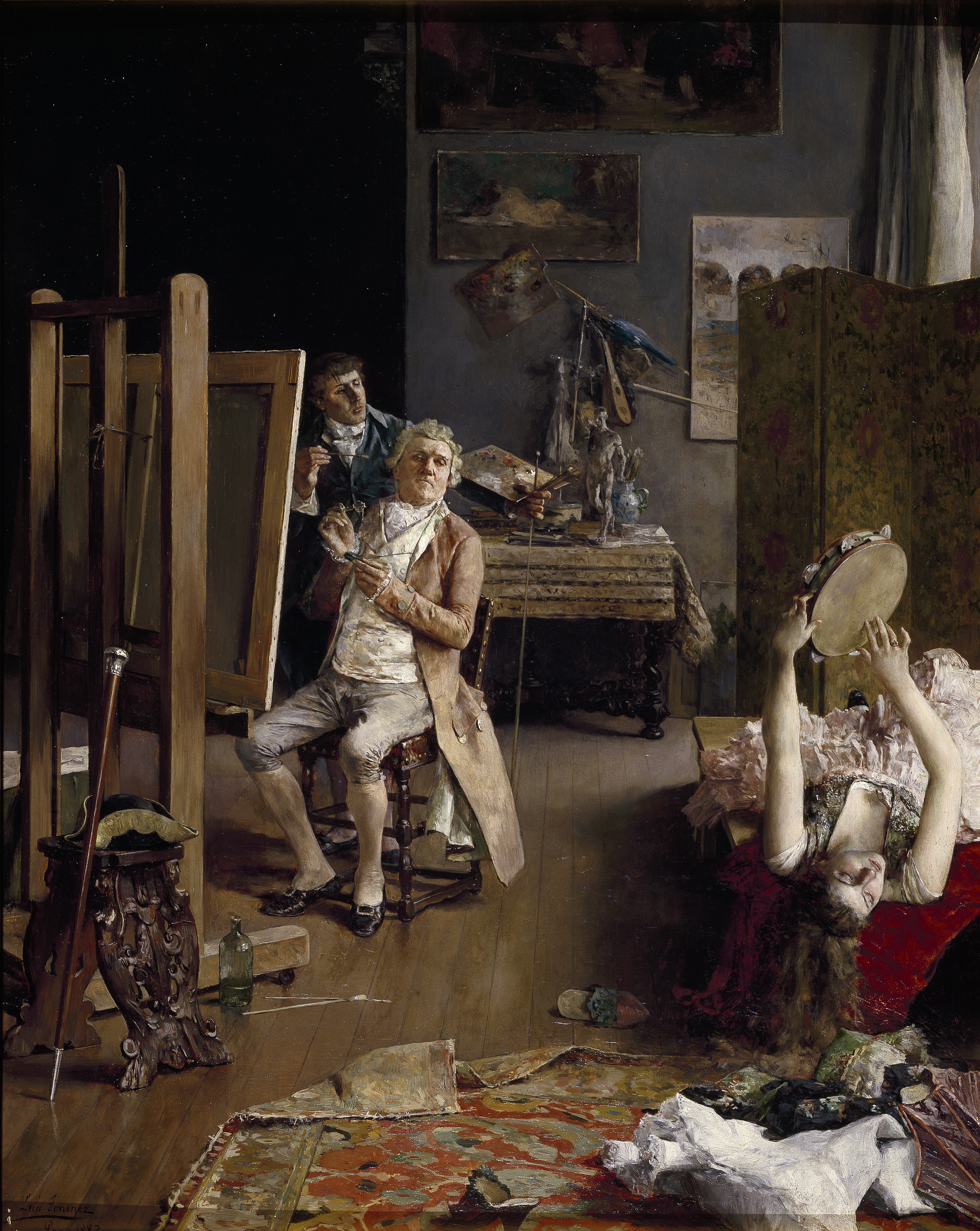
În atelierul pictorului
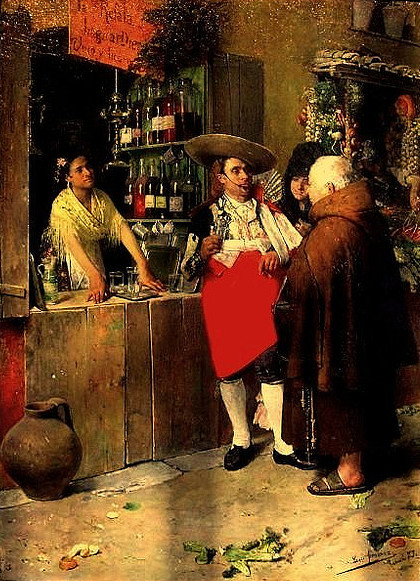
Tavernă andaluză
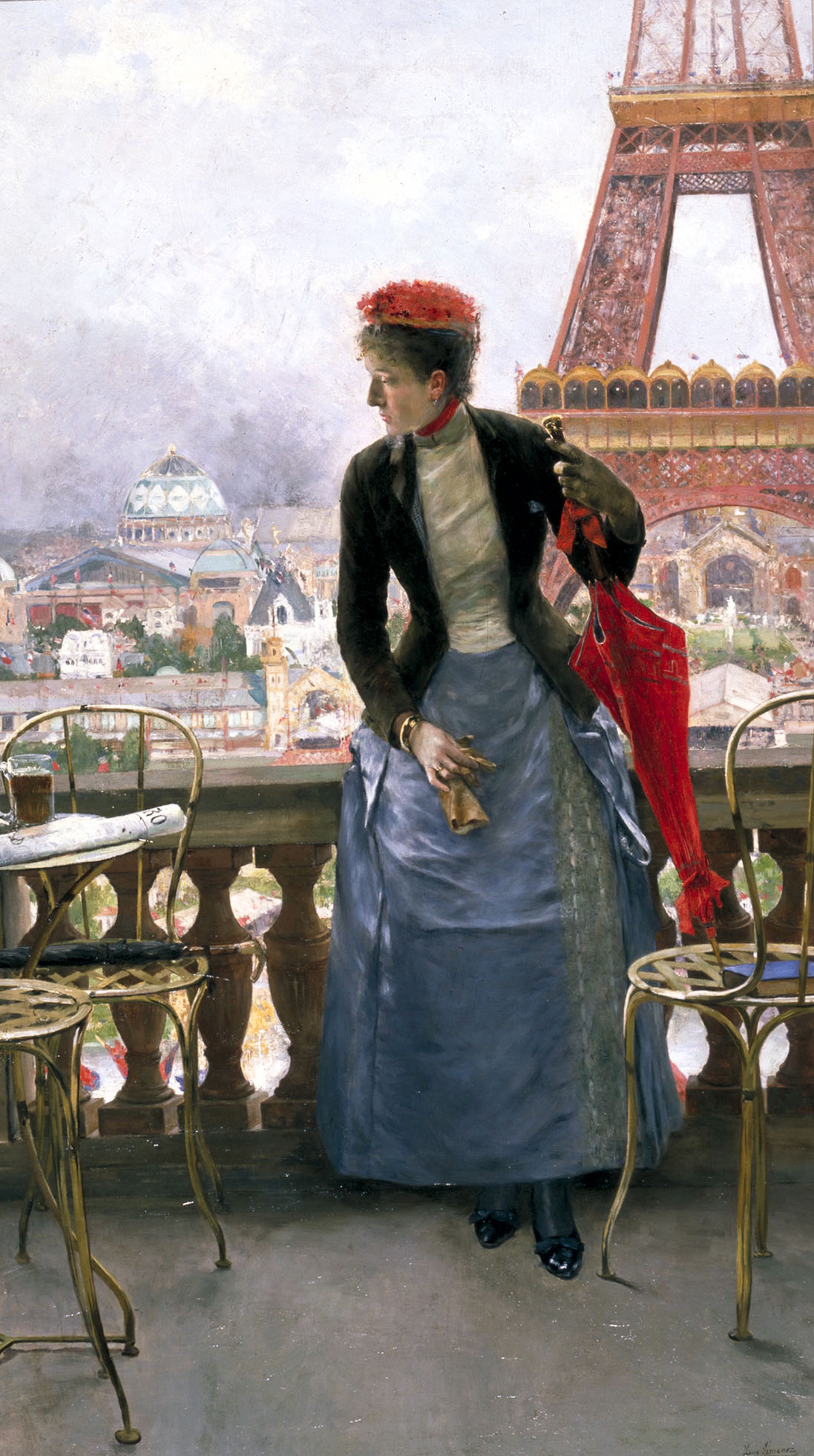
Doamnă la Târgul Mondial
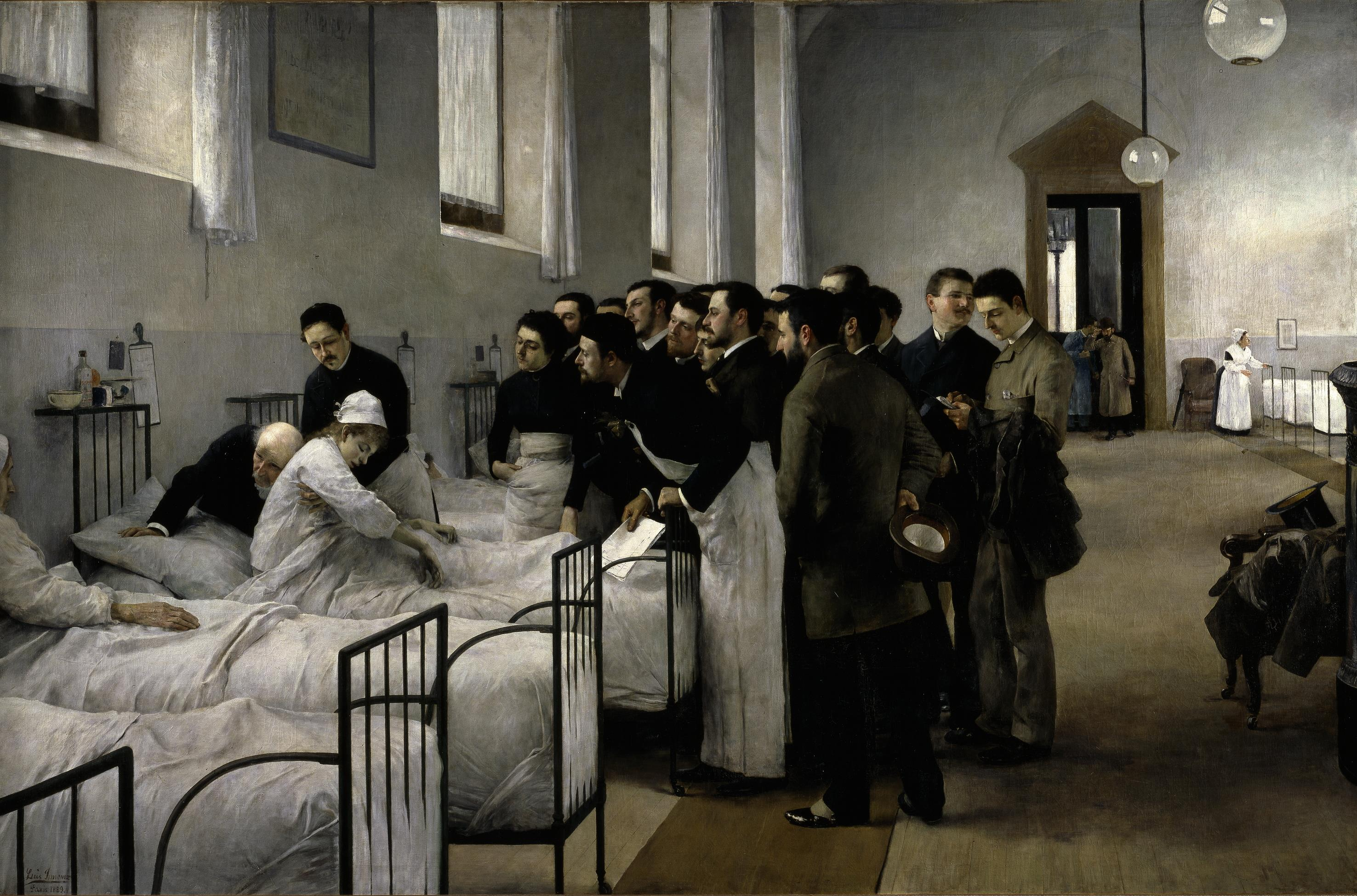
O secție vizitată de către directorul spitalului (Vizita doctorului)